# Nakadžima Ki-43
Nakadžima Ki-43 byl japonský jednomotorový jednomístný armádní stíhací letoun užívaný ve druhé světové válce. Neoficiální japonské bojové jméno bylo Hajabusa (隼, Sokol stěhovavý) a dlouhé označení bylo stíhací letoun typu 1 (一式戦闘機 ičišiki sentóki). Spojenci typu přidělili kódový název Oscar.
Ki-43 byl pokračováním typu Nakadžima Ki-27. První prototyp stroje vzlétl roku 1939, letoun se však začal sériově vyrábět až roku 1941. Ukázalo se, že se jedná o extrémně obratný stroj, který však měl slabou výzbroj a pasivní ochranu. Po počátečních úspěších se Američané naučili s Ki-43 bojovat a sláva tohoto letounu rychle pohasínala. Přesto byl vyráběn až do srpna roku 1945 v celkovém množství 5919 kusů. Ke konci války byl využíván také k sebevražedným útokům útvarem Šinbu-tai č. 19.

## Vývoj

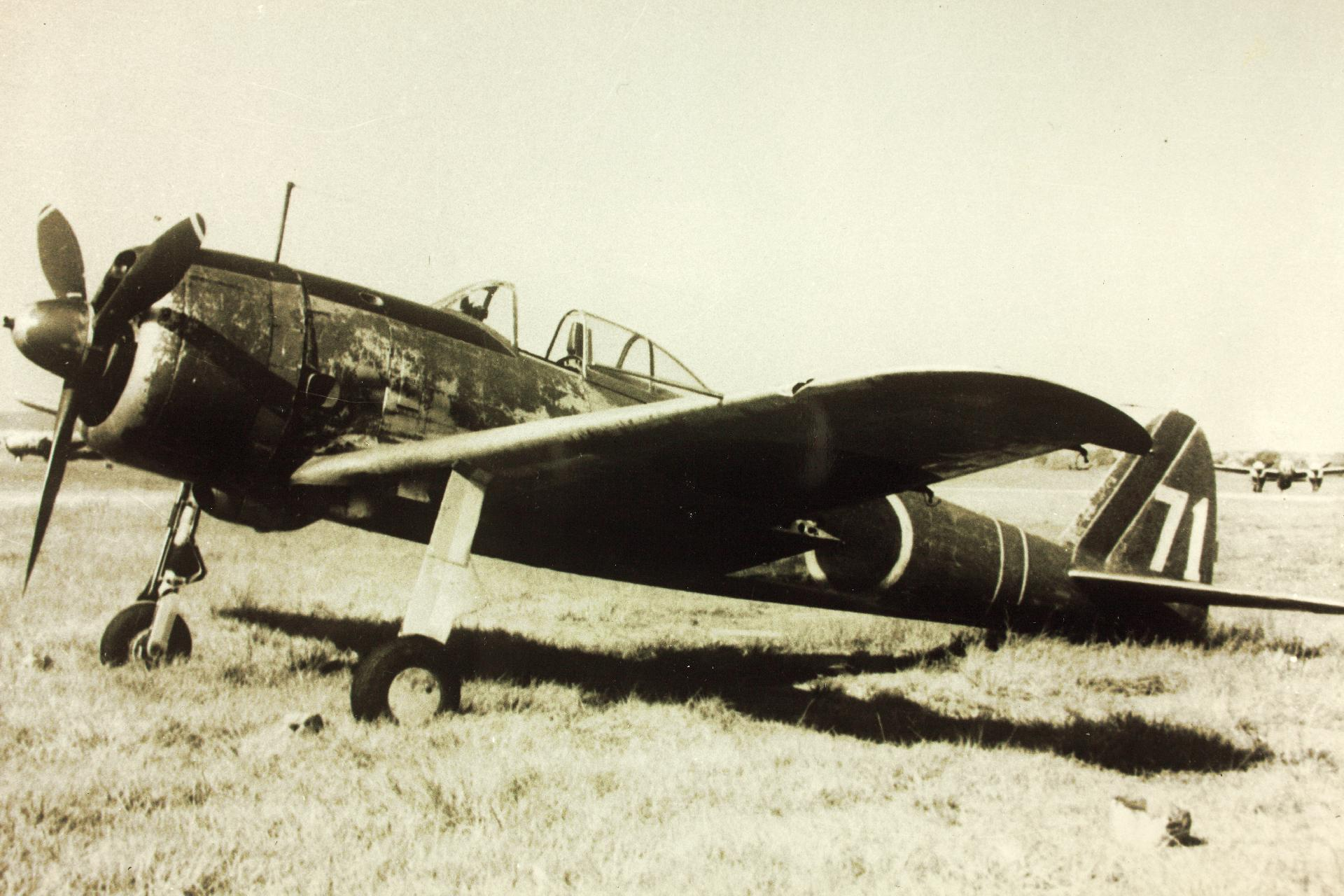
Nakadžima Ki-43-II

Prototyp letounu poprvé vzlétl 12. prosince 1938 (někdy také uváděn leden 1939) z letiště Ojima, v únoru a březnu 1939 následovaly další dva prototypy. Armádní letectvo převzalo první tři stroje ke zkouškám na jaře 1939 po nichž byl vydán souhlas k výrobě desetikusové ověřovací série. První předsériový stroj byl připraven ke zkušebním letům v listopadu 1939.
Pohon obstarával dvouhvězdicový čtrnáctiválec Nakadžima Ha-25 o výkonu 700 kW s dvoulistou kovovou stavitelnou vrtulí, oproti prototypům byla o 7% snížena hmotnost a zmenšen průřez prodlouženého trupu. Změn doznal i kabinový kryt, který byl po přepracování jednodušší, ostruhové kolo mělo demontovaný zatahovací systém.
Druhý předsériový stroj měl pokusně zabudovaný výkonnější motor Ha-105 o výkonu 808 kW, osmý obdržel bojové vztlakové klapky typu Fowler a desátý ověřovací Ki-43 dohotovený v září 1940 nesl dva synchronizované kulomety typ 1 (Ho-103) ráže 12,7 mm. Nové stroje prověřovali zkušební piloti na základně armádního letectva v Tačikawě a s kvalitami lehkého stíhacího letounu byli spokojeni.
Sériová výroba letounů Nakadžima Ki-43-Ia byla v továrně Nakadžima Hikóki K. K. zahájena v dubnu 1941, s motorem Ha-25 pohánějícím u prvních kusů nestavitelnou dvoulistou dřevěnou vrtuli, výzbroj obstarávaly vzhledem k nedostatku kulometů Ho-103 dva synchronizované typ 89 ráže 7,7 mm a na závěsnících pod centroplánem mohly být zavěšeny dvě lehké pumy. Jako první na nové Hajabusy přezbrojily od června do listopadu 1941 jednotky 59. a 64. sentai v počtu 59 strojů, které byly přemístěny na ostrov Phu Quoc u pobřeží Kambodže, aby kryly výsadkové operace japonské armády 8. prosince 1941. Od 13. prosince operovaly z letiště Kota Bharu.
Následující subvarianta Ki-43-Ib byla vyzbrojena jedním kulometem typ 89 a jedním Ho-103, po zvýšení dodávek Ho-103 byla do výroby zařazena verze Ki-43-Ic se dvěma kulomety střílejícími okruhem vrtule ráže 12,7 mm (Ho-103), které používala např. 50. sentai dislokovaná v Barmě.

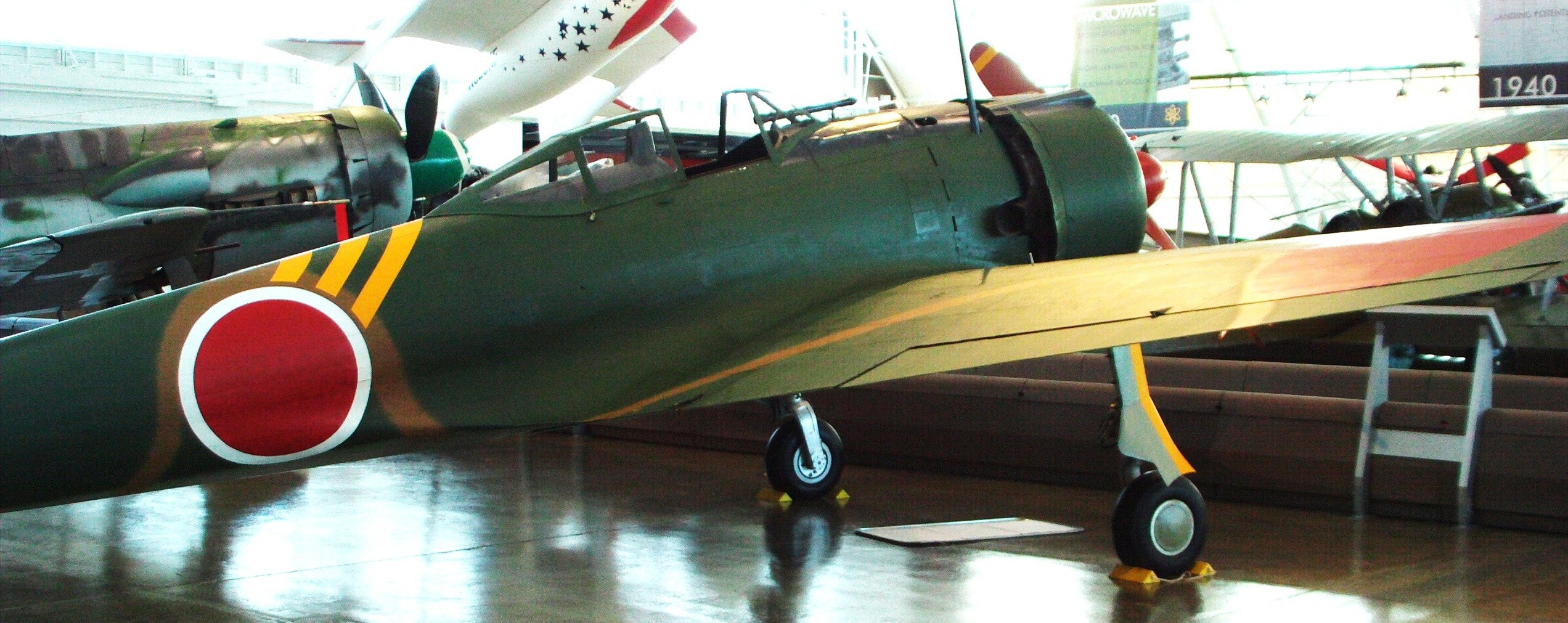
Nakadžima Ki-43 v muzeu v Paine Field, USA

V únoru 1942 vzlétl první z pěti prototypů Ki-43-IIa se zabudovanou pohonnou jednotkou Nakadžima Ha-115 s dvoustupňovým kompresorem a třílistou stavitelnou kovovou vrtulí. Mezi další úpravy patřilo vyztužené křídlo se zmenšeným rozpětím, které obdrželo palivové nádrže s jednoduchými gumovými ochrannými obaly. Pilotní sedadlo již bylo pancéřované a dosavadní teleskopické zaměřovače nahradily modernější gyroskopické. Změn doznaly také polohy vstupních otvorů ke karburátoru a kompresoru motoru. Výroba ve městě Ota v prefektuře Gumma započala v listopadu 1942 souběžně s továrnou 1. armádního leteckého arzenálu v Tačikawě, kde byla produkce po zhotovení 49 strojů z kapacitních důvodů v listopadu 1943 ukončena. Tyto stroje byly např. ve výzbroji 25. sentai, která v létě roku 1943 operovala z čínského letiště Jogai u Nankingu. Třetím výrobcem Ki-43 se stala společnost Tačikawa Hikóki K. K., která do srpna roku 1945 dodala celkem 2629 licenčních letounů.
Od května roku 1943 byl sériově vyráběn typ Ki-43-IIb u kterého byl trubkový chladič za vrtulovým kuželem zaměněn za voštinový na spodní části motorového krytu. Závěsníky pum byly přemístěny blíže ke koncům křídla.
Na modifikaci Ki-43-II KAI, jejíž prototypy se zkoušely od června do srpna 1943, byly uplatněny všechny změny prováděné při výrobě Ki-43-II a staly se standardem. Další podstatnou změnou byly individuální ejektory výfuků, které nahradily původní sběrný prstenec, který vyúsťoval do jedné roury na bocích. Tato úprava přidala letounu na rychlosti cca 10 km/h.
Od května 1944 bylo postupně zkoušeno deset prototypů verze Ki-43-IIIa s motorem Ha-115-II o výkonu 904 kW, jejíž výrobu převzala již jen firma Tačikawa, která ještě v létě 1945 zkoušela dva prototypy přepadové verze Ki-43-IIIb s výškovými motory Ha-112 (920 kW) a výzbrojí dvou kanónů Ho-5 ráže 20 mm.

## Uživatelé

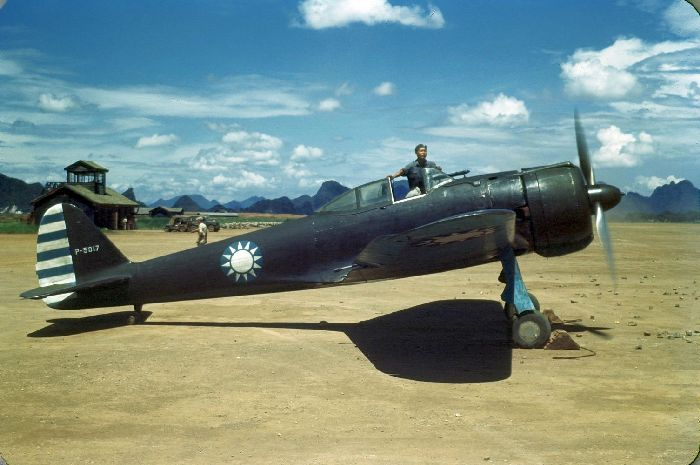
Nakadžima Ki-43-II (P-5017), v kamufláži Letectva Čínské republiky

- Čínská lidová republika
- Francie GC I/7 a II/7 v Indočíně.
- Indonésie
- Japonsko
- Mandžukuo
- Severní Korea
- Thajsko
- Čínská republika

## Specifikace (Ki-43-I)

Nakadžima Ki 43-I

Údaje dle

### Technické údaje
- Osádka: 1 (pilot)
- Rozpětí: 11,43 m
- Délka: 8,83 m
- Výška: 3,27 m
- Nosná plocha: 22,00 m²
- Hmotnost prázdného letounu: 1580 kg
- Vzletová hmotnost: 2043 kg
- Pohonná jednotka: 1 × dvouhvězdicový vzduchem chlazený čtrnáctiválec Nakadžima Ha-25
  - Výkon pohonné jednotky: 1004 k (738 kW)

### Výkony
- Maximální rychlost: 492 km/h ve výšce 5000 m
- Cestovní rychlost: 380 km/h ve výšce 2500 m
- Přistávací rychlost: 120 km/h
- Výstup do hladiny 5000 m: 5 min 30 s
- Dostup: 11 750 m
- Dolet: 1200 km

### Výzbroj (Ki-43-Ia)
- 2× kulomet typu 89 ráže 7,7 mm
- 2× puma po 15 kg pod centroplánem